# Валенсианские безумцы
«Валенсианские безумцы» (исп. Los locos de Valencia) — комедия испанского драматурга Лопе де Веги, впервые опубликованная в 1620 году в составе «XIII части комедий Лопе де Вега». По одной из версий, с которой согласны не все исследователи, была написана в 1590-х годах. Пьеса относится к числу «комедий плаща и шпаги», причём больше, чем другие произведения Лопе, связана с итальянской новеллистикой. Из-за этого её иногда считают скорее диалогизированной новеллой, чем пьесой в классическом смысле.
«Валенсианские безумцы» редко издавались в Испании. Их, как правило, не включают в собрания сочинений Лопе де Вега (за исключением полных).